# 岐阜検車区

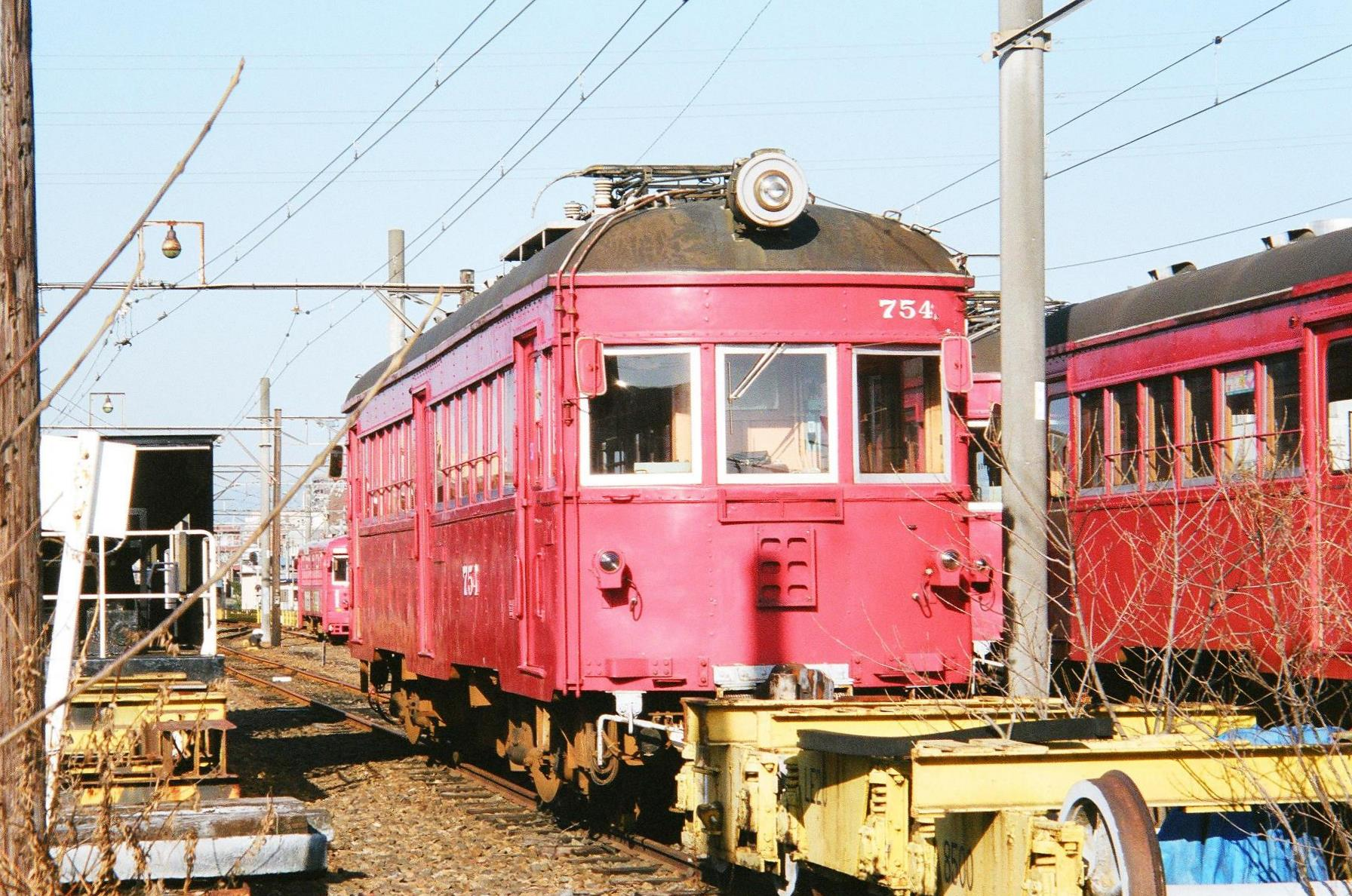
構内に留置される鉄道線の750形電車。
（2005年1月16日）

岐阜検車区（ぎふけんしゃく）は、かつて岐阜県岐阜市市ノ坪町に存在した、名古屋鉄道の車両基地である。名鉄住商工業の岐阜工場があることから、名鉄岐阜工場とも称されていた。
田神線市ノ坪駅 - 田神駅の間に存在した。広さは約17,000m2。
2005年（平成17年）4月1日、岐阜地区の600V線区の全廃により閉鎖された。

## 概要
名古屋鉄道の岐阜地区にある600V線区の軌道線（美濃町線・岐阜市内線・田神線）の路面電車の日常検査、月検査のほか、全般検査や改造も行っていた。また、岐阜地区の600V線区の鉄道線（揖斐線・谷汲線）用で、通常軌道線に入線しない車両（750形など） の全般検査も行っていた。なお、1997年（平成9年）以降は、車両の取り外し機器の全般・重要部検査は舞木検査場が担当していた。
|            | 岐阜検車区（岐阜工場） 配線略図 |
| 凡例 出典: |                                 |

岐阜地区の600V線区の全廃により閉鎖されたが、日本各地に車両（590形・770形・880形・780形・800形）を譲渡するため、車両の改造工場として使用された。岐阜市内線廃止以前には福井鉄道の600形・610形電車（元名古屋市営地下鉄名城線1000形・1100形電車）の改造工事も行っていた。最後は廃車置場として使用されたが、2007年頃には線路は撤去され、更地となった。更地となった後、土地を善都が買い取りパチンコ店ZENT市ノ坪となっている。

## 沿革
- 1911年（明治44年）：美濃電気軌道により岐阜市梅林（梅林駅付近）に車庫が設置される。
- 1918年（大正7年）：岐阜市長住町（現・各務原線名鉄岐阜駅の北付近[注釈 2] ）に移転する。
- 1967年（昭和42年）：岐阜市市ノ坪町に移転。
- 2005年（平成17年）：閉鎖。

## その他

長住町時代の岐阜工場と周辺配線

- 岐阜市長住町に存在していた頃、岐阜市内線新岐阜駅前駅から引込線が設置されていた。この引込線からは各務原線にもつながる線路が分岐していたが、主に転属車両などの搬出入用で、営業列車が乗り入れることはなかった。岐阜工場の市ノ坪への移転後も、各務原線新岐阜駅構内への引込線は残ったが、後に各務原線との接続は切断され、車両の留置線として使用された[注釈 3]。
- 岐阜工場の市ノ坪への移転後は、岐阜市内線は車両基地に直接接続しない形となった。以来、美濃町線・田神線の徹明町-市ノ坪間には市内線車両の入出庫のための回送列車が設定され、市内線車両は数日おきに検査のために岐阜工場に戻るほかは、上記の新岐阜駅構内の留置線や忠節駅構内に滞泊していた。
- 600V線区の鉄道線の車両の日常点検は、黒野駅に隣接する黒野検車区で行われていた。
- 2006年（平成18年）に岐阜検車区跡地の土壌調査が行われた結果、環境基準に対して鉛が87倍、フッ素が1.5倍、ダイオキシン類が1.1倍（数値は最大値）が検出された。付近の河川への流出は確認されていない。
- 同じ岐阜市内の名古屋本線茶所駅 - 岐南駅間にある車両基地は、茶所検車支区である。